# Giulio Cesare da Varano

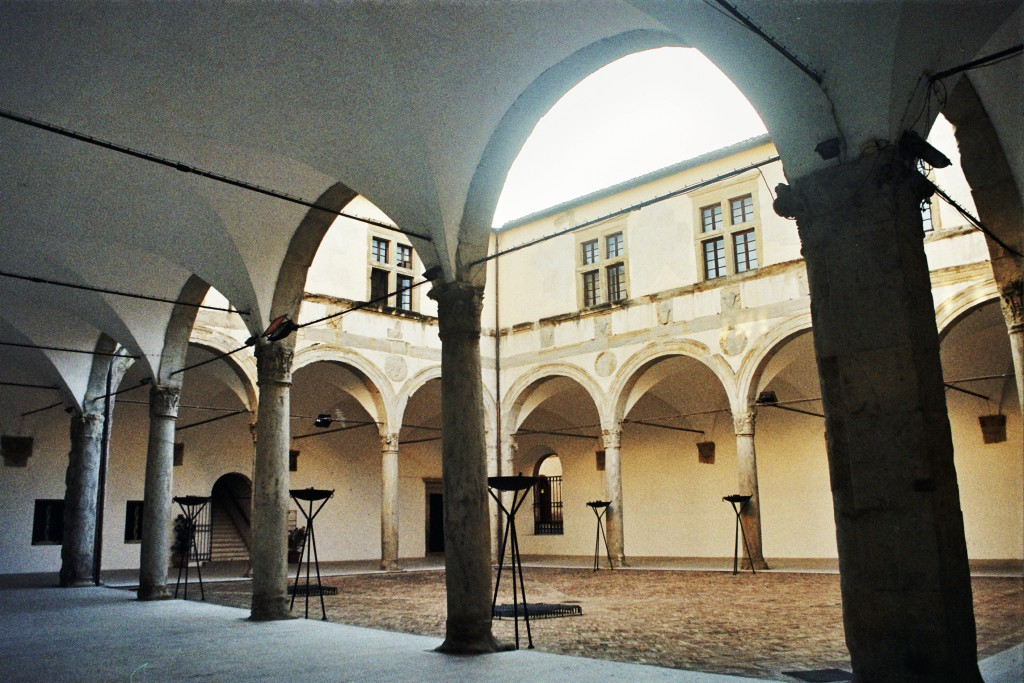
Palazzo Ducale (Camerino)

Giulio Cesare da Varano (Camerino, 1434 – Pergola, 9 ottobre 1502), signore di Camerino e grande mecenate, fu uno degli esponenti più illustri della famiglia Da Varano.

## Biografia
Era figlio di Giovanni II da Varano e di Bartolomea Smeducci di Sanseverino.
Venne salvato ancora bambino dalla strage della sua famiglia dalla zia Tora da Varano, figlia di Rodolfo III, facendolo portare da Camerino a Fabriano presso i Chiavelli. Dal massacro si salvarono solo Giulio Cesare e Rodolfo, figlio di Piergentile; Camerino venne assoggettata alla Repubblica della città, che governò dal 1434 al 1444, con l'appoggio dello Stato Pontificio. Solo nel 1444 i Da Varano poterono fare ritorno nel feudo, grazie al condottiero Carlo Fortebracci, figlio di Braccio da Montone e Giulio Cesare venne acclamato signore dal popolo.
Nel 1447 venne nominato vicario apostolico insieme al cugino Rodolfo IV. Ma papa Nicola V, vista la giovane età dei nuovi signori, affidò il governo della città a Elisabetta Malatesta, figlia di Galeazzo Malatesta, che si fece monaca quando rimase vedova di Piergentile da Varano. Giulio Cesare da allora divenne uomo d'armi, militando prima per la Repubblica di Firenze poi per Siena, al fine di asservire Jacopo Piccinino. Combatté per papa Pio II contro il re di Napoli e, nel 1469, fu al fianco delle truppe pontificie in opposizione a Rimini, ma per due volte rimase sconfitto. Prestò servizio per il cardinale Giuliano della Rovere, futuro papa Giulio II, per sottomettere Todi, Spoleto e quindi Firenze. Nel 1484 fu al servizio della Serenissima.
Nulla poté sulle truppe di Cesare Borgia, che assalirono Camerino nel 1502. Giulio venne catturato e condotto nella rocca di Pergola, dove fu strangolato da Michelotto Corella, luogotenente e sicario del Valentino. Stessa sorte toccò a tre suoi figli, mentre Camilla, suora clarissa, riuscì a fuggire rifugiandosi ad Atri. Camerino venne eretta a ducato da papa Alessandro VI e conferita al figlio, che governerà sino al 1503, data di morte del pontefice.
Giulio Cesare fece edificare, attorno all'anno 1460, il sontuoso Palazzo Ducale e fondò il monastero di Santa Chiara, dove dimorò sua figlia Camilla. Sotto la sua signoria Camerino visse il periodo di maggior splendore.

## Discendenza
Giulio Cesare sposò nel 1451 Giovanna Malatesta (1444-1511), figlia di Sigismondo Pandolfo Malatesta, signore di Rimini, e di Polissena Sforza, figlia naturale di Francesco Sforza, futuro duca di Milano. Ebbero la seguente prole:
- Giovanni Maria (1481-1527), signore e duca di Camerino
- Venanzio (1476-1502), signore di Camerino, uomo d'armi, morto strangolato come il padre

Giulio Cesare ebbe anche questi figli naturali:
- Pirro (1486-1502), morto strangolato come il padre
- Cesare Ottaviano (?-1488)
- Annibale (?-1502), uomo d'armi, morto strangolato come il padre
- Ringarda[6]
- Emilia[6]
- Camilla (1458-1524),[7] religiosa proclamata santa